# Wilhelm Kohlbach
Wilhelm Kohlbach (* 7. Mai 1896 in Konitz, Westpreußen; † 11. Februar 1947 in Shugborough Park, Great Haywood, Vereinigtes Königreich) war ein deutscher Generalmajor der Luftwaffe im Zweiten Weltkrieg.

## Leben
Wilhelm Kohlbach trat am 10. August 1914 in das kaiserliche Heer ein und wurde am 2. Oktober zum Leutnant der Reserve ernannt. Am 5. Juni 1916 begann er eine Ausbildung zum Beobachter in der Flieger-Ersatzabteilung 1 (Altenburg) und wechselte am 28. August zum Armee-Flugpark 10. Nachdem er am 27. Juni 1917 eine Flugzeugführerausbildung bei der Flieger-Ersatzabteilung 2 (Schneidemühl) wurde er am 2. Februar 1918 zur Jagdstaffel 50 und ab 11. August zu Jagdstaffel 10 versetzt.
Nach Kriegsende wurde er in das Heer der Reichswehr übernommen und am 1. Februar 1932 zum Hauptmann befördert. Zum 1. April 1933 trat er in die NSDAP ein (Mitgliedsnummer 1.674.462) und war Direktor in einem Lufttransportunternehmen und einer Abteilung des Deutschen Luftsportverbandes, einer Tarnorganisation der zukünftigen Luftwaffe.
Anschließend trat er am 1. Juli 1934, als Hauptmann, in die neu gegründete Luftwaffe ein. Nachdem er erst im Reichsluftfahrtministerium eingesetzt war, übernahm er am 20. April 1935 das Amt eines stellvertretenden Staffelkapitäns im Kampfgeschwader „Hindenburg“. Dort erreichte ihn am 1. August 1935 die Beförderung zum Major. Anschließend übernahm er ab 15. Oktober 1936 als Kompaniechef die Stabskompanie der II. Gruppe des Kampfgeschwader 154 „Boelcke“. Ab 1. März 1937 wurde er dann erneut als Staffelkapitän, nun der 5. Staffel des Kampfgeschwaders 157, eingesetzt. Nachdem er am 1. Januar 1938 zum Oberstleutnant befördert wurde, ging er am 1. Februar als Lehrgangsleiter zur Großen Kampffliegerschule nach Tutow (Flugplatz Tutow). Dort blieb er bis Mai 1939 und übernahm dann die II. Gruppe des neu aufgestellten Kampfgeschwaders 53. Am 10. Mai 1940, nach Beginn des Westfeldzuges, wurde seine Maschine vom Typ Heinkel He 111 von einer britischen Hurricane des 87 Squadron beschossen und musste notlanden. Dabei wurde er verletzt und übernahm deshalb am 25. Juli 1940 als Kommandeur das Flieger-Ausbildungsregiment 41 auf dem Fliegerhorst Frankfurt/Oder. Am 1. September wurde er Oberst und übernahm ab Oktober 1942 die Führung des Nachtjagdraumes 11 beim XII. Flieger-Korps.
Nachdem er am 22. September 1943 in die Führerreserve versetzt wurde, übernahm er am 1. November das Amt des Kommandeurs des Wehrbezirkskommandos Gelsenkirchen, wo er am 1. März 1944 zum Generalmajor befördert wurde. Am 25. März 1945 trat er wieder zurück in die Führerreserve, wo er am 9. April 1945, nach der bedingungslosen Kapitulation der Wehrmacht in britische Kriegsgefangenschaft kam.
Er verstarb in Shugborough Park/Great Haywood/Staffordshire in britischer Kriegsgefangenschaft.